# Bashing
Pour les articles homonymes, voir bashing (homonymie).

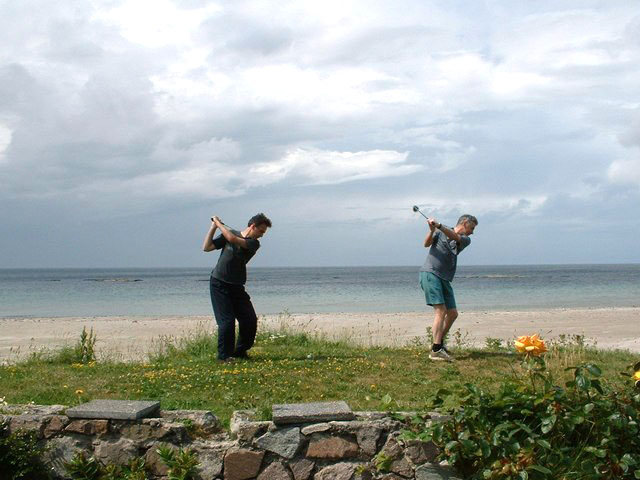
Le bashing est une forme violente de défoulement, comme peut l'être la frappe des balles de golf à l'aide d'un club (bashing balls).

Le bashing (mot qui désigne en anglais le fait de frapper violemment, d'infliger une raclée) est le fait de dénigrer collectivement une personne ou un sujet. Lorsque le bashing se déroule sur la place publique, il s'apparente parfois à un « lynchage médiatique ». Le développement d'Internet et des réseaux sociaux a offert au bashing un nouveau champ d'action, en permettant à beaucoup plus de monde de participer dans l'anonymat à cette activité collective.  En Belgique, mode privilégié de communication dans les échanges entre intervenants politiques.

## Usage du terme en français

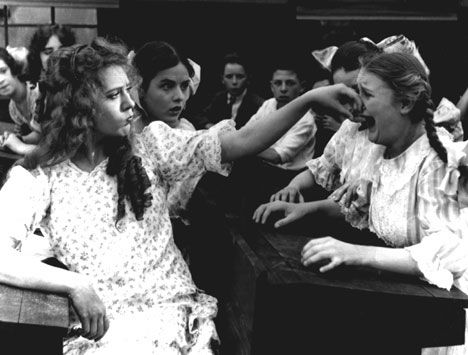
Bashing à l'école.

Eileen Mafficher et Alice Monchicourt proposent « bastonnage », tandis que Pierre Jullien propose « matraquage » ou « dénigrement » comme équivalent pour cet emprunt lexical à l'anglais, où il signifie « rossée », « raclée ». La Commission d'enrichissement de la langue française recommande la traduction « éreintage » (avec « acharnement » comme synonyme) pour désigner le « dénigrement systématique d'une personne ou d'une catégorie de personnes, d'une organisation, d'un pays », au Journal officiel de la République française du 15 septembre 2013. En français comme en anglais, le terme est souvent précédé d'un mot qui représente le sujet sur lequel on s'acharne. On parle ainsi en 2013 de « France bashing ». Les réseaux sociaux du web sont notamment le lieu où le bashing s'exerce de la façon la plus radicale. En mars 2018, alors que le statut de cheminot est remis en cause et que l'employé des chemins de fer lui-même fait l'objet de sévères critiques, le président de la S.N.C.F. Guillaume Pépy contre-attaque en interpellant les médias pour ce qu'il nomme le cheminot bashing, c'est-à-dire un dénigrement des métiers du rail et même de l'agent ferroviaire. 
Selon Télérama, le bashing s'exerce en général aux dépens d'une seule personne, et ceci depuis longtemps, avec des cibles telles que Dominique Strauss-Kahn, Gérard Depardieu, et avant eux Raymond Domenech, Ségolène Royal, Nicolas Sarkozy ou François Hollande,. Mais le bashing peut aussi viser des groupes de personnes, tels que l'équipe de France de football en 2010.
Questionné au sujet du buzz entourant la phrase prononcée en mars 2013 par Nabilla Benattia lors d'une émission des Anges de la téléréalité, « Allô ? Non mais allô quoi ! T'es une fille, t'as pas de shampooing ? », sur les raisons qui pourraient expliquer « comment un tel vide peut prendre une telle ampleur », le sociologue François Jost répond en y voyant le fait que les propos de Nabilla constituent une cible idéale pour le « bashing » sous toutes ses formes, qui plaît aujourd'hui aux jeunes. Au bout du compte, conclut François Jost, « Nabilla est un excellent bouc émissaire collectif », et l'on tape sur elle au lieu de taper sur son camarade de classe en lui faisant subir les pires moqueries.
Dans un domaine tout autre, on a également parlé de « Qatar bashing », pour désigner le dénigrement du Qatar et de ses investissements dans le monde occidental,.
Dans le monde des jeux vidéo, on parle parfois de « monster bashing », pour désigner la phase de jeu où l'on cherche à éliminer le plus vite possible le plus grand nombre possible de « monstres », généralement pour améliorer ses « points d'expérience ».

## Usage dans les pays de langue anglaise

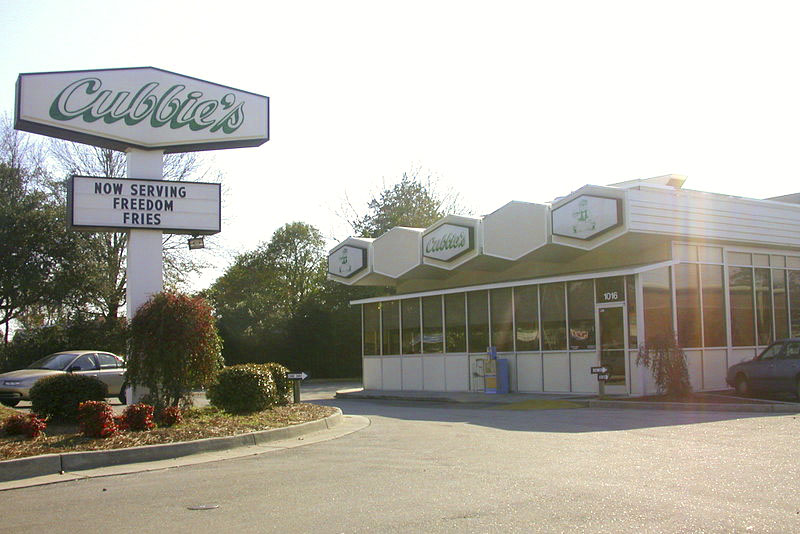
Freedom fries à l'affiche.

Au cours des années 1980, l'hostilité de certains Américains à l'encontre du Japon, dont l'activité économique est alors florissante, est communément désignée par le terme de « Japan bashing »,.
En Grande-Bretagne, des actions de type « ratonnades » sont parfois conduites, surtout dans les années 1970 et 1980, par des groupes violents d'extrême-droite (skinheads, etc.) à l'encontre des populations immigrées d'origine pakistanaise, indienne ou plus largement originaires de l'Asie : ils emploient le terme très péjoratif de « paki bashing ».
Dès la fin des années 1990, le terme de « gay bashing » est utilisé dans les pays de langue anglaise pour parler de l'homophobie.
Lors de la seconde guerre du Golfe, les Français — dont le gouvernement et le président de la République (alors Dominique de Villepin, Jacques Chirac...) sont hostiles à la guerre — ont collectivement constitué la cible du « French bashing », à l'occasion duquel certains Américains avaient débaptisé les « French fries », les frites, dites « françaises », pour les renommer « Freedom fries », les frites « de la liberté »,.
Des personnalités politiques controversées sont d'autre part fréquemment l'objet de « bashing » : George W. Bush, Sarah Palin,, Donald Trump, ou encore Boris Johnson ont fait l'objet de « bashings » importants.
Le développement d'Internet a permis de développer récemment de nouvelles formes de bashing telles que le « social bashing », avec des sites incitant à « taper » sur les personnes de son entourage, ses collègues de travail ou encore son patron, car ces sites permettent de se défouler sur ces personnes autant qu'on le souhaite tout en conservant l'anonymat, qui garantit l'absence de représailles. D'autres sujets très présents sur Internet y sont également la cible de bashing, comme c'est le cas de Wikipédia, critiqué parfois violemment au travers du « Wikipedia bashing ».
Dans un contexte plus ludique mais qui illustre l'amusement et le défoulement procurés par le bashing, les parcs d'attraction proposent souvent aux enfants des stands de « mole bashing » (« tape-taupe »), où ils peuvent s'adonner au plaisir de taper le plus vite et le plus fort possible sur la tête des petites « taupes » qui sortent de leurs trous.